# Otacílio Costa (ort)
Otacílio Costa är en ort i Brasilien.   Den ligger i kommunen Otacílio Costa och delstaten Santa Catarina, i den södra delen av landet, 1 300 km söder om huvudstaden Brasília. Otacílio Costa ligger 877 meter över havet och antalet invånare är 14 557.
Terrängen runt Otacílio Costa är platt.
I omgivningarna runt Otacílio Costa växer i huvudsak städsegrön lövskog. Runt Otacílio Costa är det glesbefolkat, med 13 invånare per kvadratkilometer.